# Sainte-Luce-sur-Loire

Sainte-Luce-sur-Loire este o comună în departamentul Loire-Atlantique, Franța. În 2009 avea o populație de 11,679 de locuitori.